# 炒翅
炒翅最早出現滿漢全席四中碗之一的銀針炒翅，也是楊貫一徒弟林永春的拿手菜，和阿林炒飯、炒燕窩並列為阿林三炒。可以加入雞蛋、瑤柱及火腿絲去炒。炒魚翅時要重點注意的，就是控制水分。魚翅經發水後，吸收了很多水分，用蛋白與濕翅同炒，就能將翅身的水迫出。而炒時加入濃縮火腿汁，翅炒七、八分鐘，迫出水份讓魚翅變得更乾爽彈牙。